# Ghetto di Łachwa
Il ghetto di Łachwa o Lachva (in russo Лахва?) era un ghetto nazista situato a Lachva, nella Bielorussia occidentale, durante la seconda guerra mondiale. Il ghetto è stato creato con l'obiettivo di persecuzione e sfruttamento degli ebrei locali. Il ghetto è esistito fino al settembre 1942. È stato il luogo di una delle prime rivolte del ghetto ebraico.

## Contesto storico
I primi ebrei si stabilirono a Łachwa, nella Corona del Regno di Polonia, dopo la rivolta di Chmel'nyc'kyj (1648-1650). Nel 1795 c'erano 157 cittadini ebrei che pagavano le tasse a Łachwa e che rappresentavano la maggioranza dei suoi abitanti. Le principali fonti di reddito erano il commercio di prodotti agricoli e la pesca, in seguito si espanse nella produzione di carne e cera, sartoria e nei servizi di trasporto. Diversi decenni dopo le spartizioni della Polonia da parte di Russia, Prussia e Austria, la linea ferroviaria Vilnius-Luninec-Rivne si estese fino a Łachwa, aiutando le economie locali a contrastare la recessione. Nel 1897 c'erano 1.057 ebrei nella città.
Dopo la formazione della Seconda Repubblica di Polonia all'indomani della prima guerra mondiale nel 1918, Łachwa entra a far parte del Voivodato della Polesia, nella regione di Kresy. Secondo il censimento polacco del 1921, la popolazione di Łachwa era ebrea al 33%. Eliezer Liechtenstein fu l'ultimo rabbi prima dell'invasione sovietica della Polonia nel 1939. Dopo l'invasione sovietico-tedesca della Polonia, Łachwa fu annessa all'Unione Sovietica e divenne parte della RSS Bielorussa.

## Storia del ghetto
Il 22 giugno 1941, la Germania invase l'Unione Sovietica nell'Operazione Barbarossa. Due settimane dopo (8 luglio 1941), la Wehrmacht tedesca invase la città. Fu creato uno Judenrat dai tedeschi, guidato da un ex leader sionista, Dov Lopatyn. Il rabbino Hayyim Zalman Osherowitz è stato arrestato dalla polizia, il suo rilascio è stato assicurato solo dopo il pagamento di un cospicuo riscatto.
Il 1º aprile 1942, i residenti ebrei della città furono trasferiti con la forza in un nuovo ghetto composto da due strade e 45 case e circondato da un recinto di filo spinato. Il ghetto ospitava circa 2.350 persone, per una densità pari a circa 1 metro quadrato a persona.
La notizia dei massacri, commessi in tutta la regione dall'Einsatzgruppen B tedesco, si è presto diffusa a Łachwa. La gioventù ebrea organizzò una resistenza clandestina sotto la guida di Isaac Rochczyn, il capo del gruppo locale di Betar. Con l'assistenza dello Judenrat, la resistenza riuscì ad accumulare asce, coltelli e sbarre di ferro, sebbene gli sforzi per mettere al sicuro le armi da fuoco furono in gran parte infruttuosi.
Nell'agosto 1942, gli ebrei di Łachwa sapevano che i vicini ghetti di Łuniniec (Luninec) e Mikaszewicze erano stati liquidati. Il 2 settembre 1942, la popolazione locale fu informata che ad alcuni contadini, convocati dai nazisti, era stato ordinato di scavare grandi fosse appena fuori città. Quello stesso giorno 150 soldati tedeschi di una squadra di sterminio dell'Einsatzgruppe, con 200 ausiliari bielorussi e ucraini, circondarono il ghetto. Rochczyn e la resistenza volevano attaccare la recinzione del ghetto a mezzanotte per consentire alla popolazione di fuggire, ma alcuni si rifiutarono di abbandonare anziani e bambini; Lopatyn chiese di rinviare l'attacco alla mattina.

## Rivolta e massacro
Il 3 settembre 1942, i tedeschi informarono Dov Lopatyn che il ghetto doveva essere liquidato e ordinarono agli abitanti del ghetto di riunirsi per il "reinsediamento". Per assicurare la collaborazione dei capi del ghetto, i tedeschi promisero che i membri dello Judenrat, il medico del ghetto e 30 operai (che Lopatyn poteva scegliere personalmente) sarebbero stati risparmiati. Lopatyn ha rifiutato l'offerta, secondo quanto riferito ha risposto:"O viviamo tutti, o moriamo tutti".
Quando i tedeschi entrarono nel ghetto, Lopatyn diede fuoco al quartier generale dello Judenrat, che era il segnale convenuto per iniziare la rivolta. Anche altri edifici furono dati alle fiamme. I membri della resistenza del ghetto attaccarono i tedeschi mentre entravano nel ghetto, usando asce, bastoni, molotov e le loro mani nude. Si ritiene che questa battaglia abbia rappresentato la prima rivolta del ghetto durante la guerra. Circa 650 ebrei furono uccisi nei combattimenti o tra le fiamme, con altri 500 circa portati alle fosse e fucilati. Sono stati uccisi anche sei soldati tedeschi e otto poliziotti tedeschi e ucraini (o bielorussi). La recinzione del ghetto è stata violata e circa 1.000 ebrei sono riusciti a fuggire, di cui circa 600 hanno potuto rifugiarsi nelle Paludi del Pryp"jat'. Rochczyn è stato ucciso mentre saltava nel fiume Smierc, dopo aver ucciso un soldato tedesco con un'ascia. Sebbene circa 120 dei fuggitivi siano stati in grado di unirsi alle unità partigiane, la maggior parte degli altri alla fine sono stati rintracciati e uccisi. Circa 90 residenti del ghetto sono sopravvissuti alla guerra. Dov Lopatyn si unì a un'unità partigiana comunista e fu ucciso il 21 febbraio 1944 da una mina.

## Eventi successivi
L'Armata Rossa raggiunse Łachwa a metà luglio 1944 durante l'Operazione Bagration. La comunità ebraica non fu mai ricostituita. Dalla dissoluzione dell'Unione Sovietica nel 1991, Lakhva è stata una delle città più piccole nel distretto di Luninets della regione di Brest nella Bielorussia sovrana.